# Новокиевское сельское поселение (Омская область)
Новокиевское се́льское поселе́ние — муниципальное образование в Любинском районе Омской области Российской Федерации.
Административный центр — село Новокиевка.

## История
Статус и границы сельского поселения установлены Законом Омской области от 30 июля 2004 года № 548-ОЗ «О границах и статусе муниципальных образований Омской области».

## Население
| 2010  | 2011  | 2012  | 2013  | 2014  | 2015  | 2016  |
| ----- | ----- | ----- | ----- | ----- | ----- | ----- |
| 1097  | ↗1098 | ↗1124 | ↗1137 | ↘1131 | ↗1140 | ↘1136 |
| 2017  | 2018  | 2019  | 2020  | 2021  | 2023  |       |
| ↘1135 | ↘1132 | ↘1122 | ↘1100 | ↘1074 | ↘1027 |       |

## Состав сельского поселения
| № | Населённый пункт | Тип населённого пункта             | Население |
| - | ---------------- | ---------------------------------- | --------- |
| 1 | 2640 км          | железнодорожный остановочный пункт | 13        |
| 2 | Канаковка        | деревня                            | 124       |
| 3 | Новокиевка       | село, административный центр       | 583       |
| 4 | Новокиевский     | разъезд                            | 53        |
| 5 | Славинка         | деревня                            | 12        |
| 6 | Смоляновка       | деревня                            | 312       |